# Battaglia di Oudenaarde
La battaglia di Oudenaarde (in lingua francese Audenarde), nella provincia belga delle Fiandre Orientali, venne combattuta il 11 luglio 1708 nell'ambito della guerra di successione spagnola. Le truppe imperiali guidate dal principe Eugenio di Savoia e dal duca di Marlborough, sconfissero le truppe francesi del duca di Vendôme, e del duca di Borgogna, primo nipote in linea diretta di Luigi XIV.

## Antefatto
I rapporti fra i due comandanti francesi non erano idilliaci: il primo, Luigi Giuseppe di Borbone, duca di Vendôme, detto anche le Grand Vendôme, era un militare di molta esperienza e capacità mentre Luigi, duca di Borgogna, appena ventiseienne, doveva la sua posizione al fatto di essere il Delfino, nipote di Luigi XIV (ed unico rimasto in vita, pertanto destinato a succedergli sul trono di Francia).
Di fronte all'armata francese, forte di 100 000 effettivi (130 battaglioni di fanteria e 216 squadroni di cavalleria) ed attestata nei pressi della città belga di Mons, erano schierate le truppe inglesi comandate dal duca di Marlborough consistenti in 90 000 effettivi (112 battaglioni di fanteria e 197 squadroni di cavalleria) ed attestate subito a sud di Bruxelles. Il duca tuttavia non era in buona forma: soffriva di attacchi cardiaci e gastrite, il che ne limitava molto l'efficienza. Le truppe imperiali alleate degli inglesi e comandate dal principe Eugenio di Savoia erano ancora lontane trovandosi acquartierate presso la città tedesca di Coblenza.
Le dispute fra i due comandanti francesi furono risolte da Luigi XIV che dispose l'attacco delle Fiandre e l'armata francese si diresse verso est fino a raggiungere la cittadina di Braine-l'Alleud, minacciando così sia la città di Bruxelles che quella di Lovanio. In risposta a questa mossa, Marlborough spostò le sue forze poche miglia a sud di Lovanio per poter difendere entrambe le città minacciate dall'avanzata francese. Tuttavia il Duca sapeva che le forze dell'alleato imperiale, il Principe Eugenio di Savoia, sarebbero arrivate in suo aiuto. Sorprendentemente anche i francesi diedero, come si suol dire, una mano rimanendo inattivi per circa un mese, il che consentì ad Eugenio di avvicinarsi rapidamente con le sue truppe all'alleato inglese (Eugenio lasciò Coblenza con 15 000 uomini il 29 di giugno, e, anticipando il grosso del suo esercito, giunse con i suoi ussari ad Aasche, vicino a Bruxelles, il 6 luglio incontrando così l'amico Marlborough).
Improvvisamente, il 5 luglio, l'armata francese dei duchi di Vendôme e di Borgogna si mosse verso ovest occupando le città di Gand (ove 300 soldati inglesi resistettero per qualche giorno) e Bruges, il che rese nervoso Marlborough, non ancora appoggiato dalle sopravvenienti truppe imperiali di Eugenio di Savoia. Infatti l'armata francese controllava l'intera linea del fiume Schelda, dal confine francese a Gand, e gli si opponeva ancora la fortezza di Oudenaarde, in mano inglese: la caduta di quest'ultima avrebbe tagliato la linea di comunicazione del Marlborough con il mare e quindi con la madrepatria inglese.
Il Principe Eugenio ed il Duca di Marlborough stesero congiuntamente un piano per attaccare i francesi. Intuendo le loro prossime mosse, e cioè che si sarebbero diretti lungo la riva orientale del fiume, le anticiparono e Marlborough con una marcia forzata occupò la città di Lessines il 10 luglio, costringendo così i francesi ad attraversare la Schelda per attaccare Oudenaarde. Il Duca quindi inviò un corpo di spedizione di 11 000 soldati al comando del Quartiermastro Generale William Cadogan, un valente ufficiale irlandese di cavalleria, ad occupare il ponte principale sulla Schelda, che Cadogan tenne resistendo ai francesi fin tanto che le truppe del Marlborugh poterono attraversare il fiume.

## La battaglia

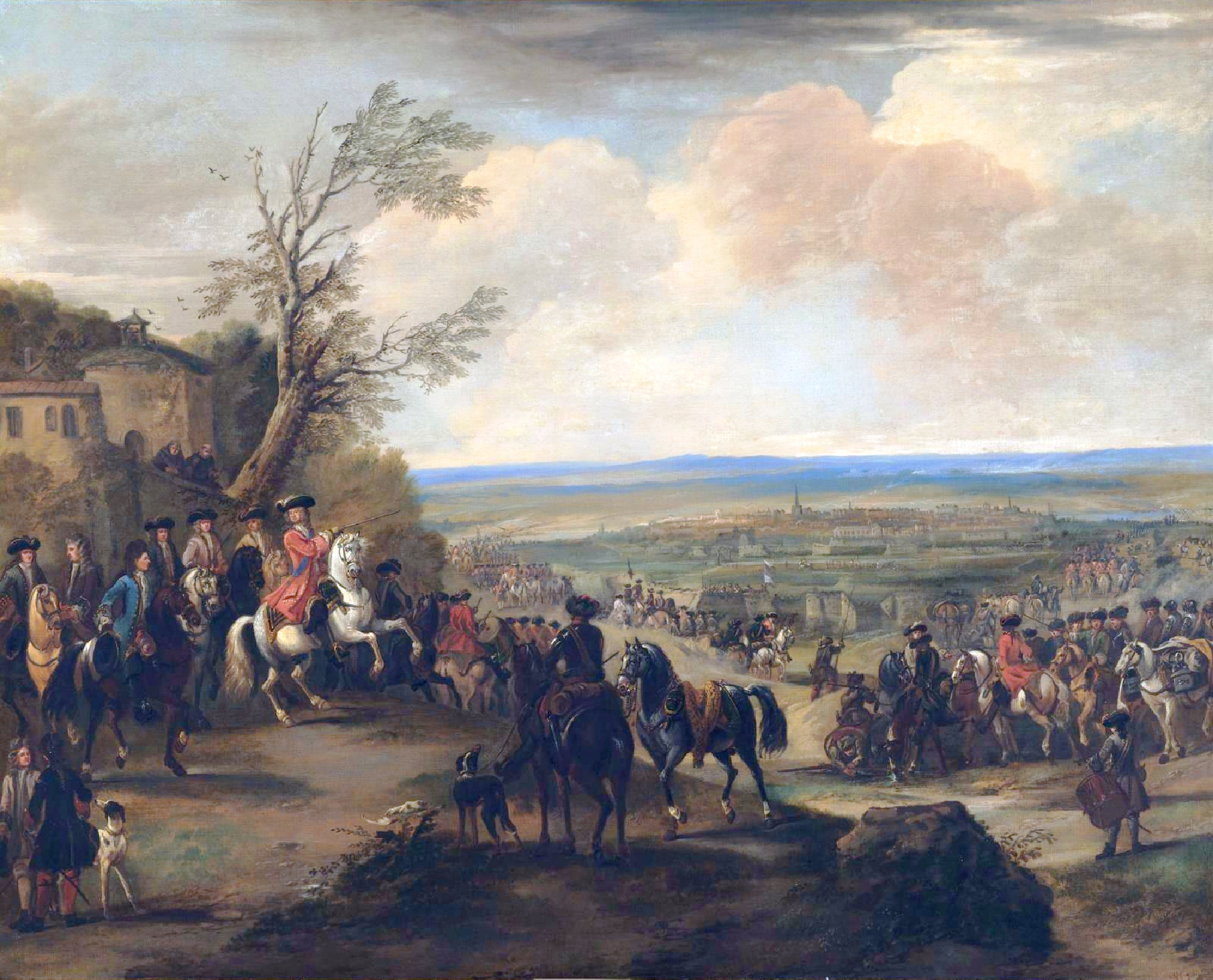
Il Duca di Marlborough alla battaglia nel 1708

Il comandante dell'avanguardia francese, luogotenente generale Charles Armand de Gontout, duca di Biron, apprese da alcuni soldati sfuggiti alla cattura da parte degli inglesi, che un consistente raggruppamento della cavalleria alleata era attestato sulla riva occidentale della Schelda e che la fanteria lo stava raggiungendo. Ricevuto dal Vendôme l'ordine di attaccare il nemico, il Biron esitò parecchio essendosi accorto che con i suoi 7 battaglioni di fanteria svizzera e 20 squadroni di cavalleria avrebbe dovuto confrontarsi con i 20 battaglioni nemici appoggiati dalla temibile cavalleria del Cadogan, e, constatato che la sua cavalleria avrebbe avuto difficoltà ad attraversare il terreno paludoso che la separava dal nemico, decise di evitare lo scontro. Nel frattempo Eugenio di Savoia era riuscito a far attraversare il fiume a 20 squadroni di cavalleria prussiana, che si erano poi attestati in posizioni favorevoli.
Mentre il duca di Biron (che verrà poi preso prigioniero dagli alleati durante la battaglia) manovrava, Cadogan, autorizzato dal Duca di Marlborough, attaccava con la cavalleria i suoi battaglioni di mercenari svizzeri che furono subito sopraffatti e distrutti. Cadogan si ritirò solo quando sopraggiunsero reparti di cavalleria francese in forte superiorità numerica.
Il duca di Borgogna commise allora un altro dei suoi errori, decidendo di attaccare nonostante le proteste del Vendôme. L'ala destra dello schieramento francese iniziò l'attacco contro le posizioni degli alleati presso Eyne mentre l'ala sinistra rimaneva inspiegabilmente ferma a Huysse. L'ala sinistra dello schieramento alleato resse fermamente l'attacco, che si infranse contro gli squadroni della cavalleria prussiana e si disperse. In quel momento anche il Vendôme prese una decisione di dubbia validità: condusse personalmente un attacco con dodici reggimenti, impugnando una mezza picca, il che significò che mentre uno dei comandanti, il Duca di Borgogna, stava nel suo quartier generale senza possibilità di verificare l'andamento della battaglia, l'altro comandante si esponeva personalmente, perdendo la possibilità di controllo della battaglia.
Vendôme si accorse presto che solo un attacco dell'ala sinistra dello schieramento francese avrebbe potuto sortire un effetto positivo e sollecitò il duca di Borgogna a provvedere ma non fu fatto nulla.
Marlborough si spostò con il suo quartier generale sul fianco sinistro lasciando ad Eugenio di Savoia il comando di quello destro (che fronteggiava l'inattiva ala sinistra francese). Quando l'attacco su questo fianco divenne critico, Marlborough mandò all'ala destra i 20 squadroni di cavalleria prussiana che vennero sostituiti dai 18 di cavalleria dell'Assia e dell'Hannover appena arrivati. Dopo di che decise di accerchiare il nemico con l'intera armata olandese, che non era ancora stata utilizzata in battaglia. La distruzione di due ponti di barche sulla Scheda costrinse gli olandesi a perdere più di un'ora per attraversare il fiume su un ponte in pietra e questo consentì alla cavalleria francese di riserva di contrattaccare ed impedire la presa del quartier generale francese da parte degli olandesi. Finalmente (erano già le 20:30) questi, comandati dal conte e feldmaresciallo Hendrik Overkirk riuscirono ad aggirare lo schieramento francese raggiungendone l'ala destra mentre era in corso un duplice attacco del principe Eugenio e del Marlborough. La manovra effettuata con le truppe olandesi ebbe pieno successo, con gran parte dell'armata francese in rotta e con la cattura di molti prigionieri, però il vantaggio non poté essere sfruttato a fondo a causa dell'ora tarda.

## Le conseguenze
L'esercito francese si ritirò a Gand, con i due comandanti che litigavano furiosamente. Per motivi rimasti ignoti, quasi metà dell'esercito francese tenuto di riserva non era stato impegnato in battaglia. Una notevole forza di cavalleria e di fanteria era rimasta inattiva al nord del fiume Norken e così fu per molte truppe di Borgogna. Molte furono le decisioni sbagliate da parte francese, come quella di trattenere la cavalleria con la motivazione della instabilità del terreno. Se le truppe dell'ala sinistra fossero state impiegate opportunamente prima dell'arrivo delle truppe olandesi, avrebbero potuto facilmente aver ragione della relativamente debole ala destra dello schieramento alleato: un attacco congiunto con quello del Duca di Vendôme al centro avrebbe sicuramente condotto all'accerchiamento dello schieramento alleato. L'armata francese aveva perso circa 15 000 soldati (di cui circa 8 000 prigionieri) e 25 cannoni. Le perdite alleate non raggiunsero il numero di 3 000 effettivi. Si discusse molto su chi era stato il vincitore della battaglia. I molti avversari del Duca di Marlborough in Inghilterra ascrissero la vittoria all'intervento di Eugenio. È indubbio comunque che il perfetto accordo fra i due comandanti contribuì non poco al successo: essi si intendevano a meraviglia e quando uno dei due veniva meno per qualsiasi motivo, l'altro ne integrava le funzioni perfettamente. Tuttavia i due si trovarono discordi su un punto: come sfruttare il successo. Mentre Marlborough intendeva proseguire attaccando ancora il nemico disfatto e puntare su Parigi, Eugenio proponeva di occupare prima assediandole tutte le fortezze francesi che erano situate sul percorso. Prevalse, anche con l'appoggio degli olandesi, la tesi di Eugenio, che tuttavia non fu foriera di grandi risultati.